# The Real Housewives of Miami
The Real Housewives of Miami (abreviado RHOM) es un reality show estadounidense que se estrenó el 22 de febrero de 2011 en Bravo. Desarrollado como la séptima entrega de la franquicia de The Real Housewives, siguiendo The Real Housewives of Orange County, New York City, Atlanta, New Jersey, D.C., y Beverly Hills, ha estrenado tres temporadas y se centra en las vidas personales y profesionales de varias mujeres residentes de Miami.

## Producción

### Temporada 1–3
El 10 de marzo de 2010, Bravo anunció la serie (entonces titulada Miami Social Club) había sido elegida e iba a ser una reestructuración de la serie de 2009, Miami Social. Más tarde, después de que finalizase la grabación de la serie, Bravo decidió hacer una nueva entrega de la franquicia The Real Housewives. Bravo anunció el 3 de febrero de 2011, que la serie se estrenaría más tarde ese mes, y que el estreno de la cuarta temporada de The Real Housewives of New York City, originalmente programada para el 15 de febrero, sería retrasado hasta abril.
The Real Housewives of Miami fue renovado para una segunda temporada sin las amas de casa de la primera temporada Larsa Pippen y Cristy Rice, siendo sustituidas por Lisa Hochstein, Joanna Krupa, Karent Sierra, y Ana Quincoces. Se estrenó el 13 de septiembre de 2012.
Una tercera temporada fue confirmada en marzo de 2013 cuando empezó la controversia porque la productora de la serie, Purveyors of Pop, propuso el uso de drones para grabar aéreas para la tercera temporada. Bravo oficialmente anunció la renovación para la tercera temporada el 2 de abril de 2013, aunque no se revelaron cambios en el elenco ni la fecha de estreno. Fue anunciado el 24 de junio de 2013, que la temporada se estrenaría el 12 de agosto de 2013, con Alexia Echevarria regresando como principal, y con Marysol Patton y Ana Quincoces ahora como recurrentes. Karent Sierra no fue solicitada para volver a la serie como ama de casa principal.

### Temporadas 4–6
Alexia Echevarria confirmó el 7 de febrero de 2014, que The Real Housewives of Miami regresará para una cuarta temporada. En junio de 2014, Joanna Krupa anunció que no regresaría de la serie.
En noviembre de 2020, el productor ejecutivo de The Real Housewives, Andy Cohen, dijo que había conversaciones para devolver el programa para una cuarta temporada en el servicio de transmisión Peacock. En febrero de 2021, se confirmó que la serie regresaría.Poco después del anuncio, los miembros anteriores del elenco Joanna Krupa y Lea Black declararon que no estaban interesados en aparecer en la nueva temporada.
En octubre de 2021, Peacock confirmó que la temporada 4 se estrenaría en diciembre de 2021 con las amas de casa que regresan Lisa Hochstein, Alexia Nepola (anteriormente Echevarria) y Larsa Pippen a las que se unirán Guerdy Abraira, Julia Lemigova y Nicole Martin. Se anunció que Adriana de Moura y Marysol Patton regresarían como amigas de las amas de casa y Kiki Barth también se uniría como amiga. La temporada se emitió en Bravo en abril de 2022.
En octubre de 2022, Peacock confirmó que la quinta temporada se estrenaría en diciembre de 2022, con Lea Black como invitada. El 16 de octubre de 2022, el tráiler de la quinta temporada se estrenó en Bravo y reveló una fecha de estreno el 8 de diciembre de 2022 exclusivamente en Peacock.
En mayo de 2023, se anunció que la serie regresaría a Bravo para su sexta temporada, aunque continuará transmitiéndose en Peacock. La sexta temporada se estrenó el 1 de noviembre de 2023.
Bravo renovó el programa para una séptima temporada en mayo de 2024. En julio de 2024, Larsa Pippen confirmó que regresaría para la próxima séptima temporada. En agosto de 2024, Lisa Hochstein confirmó su regreso para la próxima séptima temporada. En septiembre de 2024, Nicole Martin anunció su decisión de dejar el programa como miembro del elenco a tiempo completo, para centrarse en su familia.

### Línea Temporal de Amas de Casa
| Amas de Casa               | Seasons               | Seasons               | Seasons               | Seasons               | Seasons               | Seasons               | Seasons               |
| Amas de Casa               | 1                     | 2                     | 3                     | 4                     | 5                     | 6                     | 7                     |
| Actuales Amas de Casa      | Actuales Amas de Casa | Actuales Amas de Casa | Actuales Amas de Casa | Actuales Amas de Casa | Actuales Amas de Casa | Actuales Amas de Casa | Actuales Amas de Casa |
| -------------------------- | --------------------- | --------------------- | --------------------- | --------------------- | --------------------- | --------------------- | --------------------- |
| Larsa Pippen               | Principal             |                       |                       | Principal             | Principal             | Principal             | Principal             |
| Alexia Echevarria          | Principal             | Amiga                 | Principal             | Principal             | Principal             | Principal             | Principal             |
| Lisa Hochstein             |                       | Principal             | Principal             | Principal             | Principal             | Principal             | Principal             |
| Guerdy Abraira             |                       |                       |                       | Principal             | Principal             | Principal             | Principal             |
| Julia Lemigova             |                       |                       |                       | Principal             | Principal             | Principal             | Principal             |
| Antiguas Amas de Casa      |                       |                       |                       |                       |                       |                       |                       |
| Cristy Rice                | Principal             |                       |                       |                       |                       |                       |                       |
| Marysol Patton             | Principal             | Principal             | Amiga                 | Amiga                 | Amiga                 | Amiga                 | Amiga                 |
| Adriana de Moura           | Principal             | Principal             | Principal             | Amiga                 | Amiga                 | Amiga                 | Amiga                 |
| Lea Black                  | Principal             | Principal             | Principal             |                       | Invitada              |                       |                       |
| Joanna Krupa               |                       | Principal             | Principal             |                       |                       |                       |                       |
| Ana Quincoces              | Invitado              | Principal             | Amiga                 |                       |                       | Invitada              |                       |
| Karent Sierra              |                       | Principal             | Invitada              |                       |                       |                       |                       |
| Nicole Martin              |                       |                       |                       | Principal             | Principal             | Principal             | Invitada              |
| Amigas de las Amas de Casa |                       |                       |                       |                       |                       |                       |                       |
| Kiki Barth                 |                       |                       |                       | Amiga                 | Amiga                 | Amiga                 | Amiga                 |

## Episodios
| Temporada | Temporada | Episodios | Estreno de la Temporada  | Final de la Temporada   | Cadena  | Rating |
| --------- | --------- | --------- | ------------------------ | ----------------------- | ------- | ------ |
|           | 1         | 7         | 22 de febrero de 2011    | 29 de marzo de 2011     | Bravo   | 1.09   |
|           | 2         | 18        | 13 de septiembre de 2012 | 20 de diciembre de 2012 | Bravo   | 1.07   |
|           | 3         | 16        | 12 de agosto de 2013     | 4 de noviembre de 2013  | Bravo   | 1.02   |
|           | 4         | 14        | 16 de diciembre de 2021  | 10 de marzo de 2022     | Peacock | 0.28   |
|           | 5         | 19        | 8 de diciembre de 2022   | 23 de marzo de 2023     | Peacock | 0.25   |
|           | 6         | 20        | 1 de noviembre de 2023   | 7 de marzo de 2024      | Bravo   | 0.42   |

## Havana-Elsa
Mientras se transmitía la segunda temporada de The Real Housewives of Miami, Bravo lanzó una serie web titulada Havana Elsa. La serie presentó a Elsa Patton, la madre de la miembro del elenco, Marysol Patton, que se embarca en el lanzamiento de su propia línea de café. La serie web emitió un total de 9 episodios.